# Nobokonga
Nobokonga is een bestuurslaag in het regentschap Flores Timur van de provincie Oost-Nusa Tenggara, Indonesië. Nobokonga telt 1823 inwoners (volkstelling 2010).